# Красная Дубрава (Калининградская область)
Красная Дубрава — посёлок в Славском районе Калининградской области. Входит в состав Большаковского сельского поселения.

## Население
| 2002 | 2010 |
| ---- | ---- |
| 167  | ↘138 |

## История
Населенный пункт Гутфлис в 1946 году был переименован в поселок Красная Дубрава.